# Darío Vilas Couselo
Darío Vilas Couselo (Vigo, 1979) es un escritor y profesor de escritura creativa español. Su obra destaca por una narrativa introspectiva y emocionalmente intensa, con una clara voluntad literaria que trasciende géneros. La evolución de su trayectoria lo ha consolidado como una voz singular en la literatura contemporánea, especialmente tras obras como Una cara conocida o Babujal, donde profundiza en los conflictos identitarios, la ambigüedad ética y la memoria emocional.
Ha sido galardonado con el Premio Nocte a la Mejor Novela Nacional por El hombre que nunca sacrificaba las gallinas viejas, y su trabajo ha sido reseñado en medios como RTVE o La Voz de Galicia.
A lo largo de su carrera ha colaborado con editoriales como Dolmen Editorial, Triskel Ediciones o Insólita Editorial. Su primera etapa narrativa, con títulos como Instinto de superviviente (2011) o Lantana: donde nace el instinto (2012), se vincula a una literatura de corte fantástico y social, que ha sido posteriormente reeditada en versiones revisadas. Con Babujal (2016) y especialmente Una cara conocida (2023), refuerza una escritura más madura, sobria y literaria.
Fue impulsor de espacios culturales como Horror Hispano, Cultura Hache o la librería independiente Librinde, proyecto que dirigió entre 2017 y 2019. También ha promovido certámenes literarios, coordinado colecciones como Pulp Ficción para 23 Escalones y colaborado con publicaciones como Scifiworld u OcioZero.
En 2019 fundó el sello Mentiras Necesarias, en colaboración con Saco de Huesos, para publicar narrativa breve y ediciones de bolsillo. Desde 2020 ejerce como profesor titular de escritura creativa y edición, y coordina la línea de escritura y el área editorial en una academia vinculada a un grupo educativo internacional.
Desde 2025 firma toda su obra como Darío Vilas Couselo, en un gesto de consolidación identitaria y literaria que marca el inicio de una nueva etapa de su carrera.

## Obra

### Publicaciones en solitario
- El hombre que nunca sacrificaba las gallinas viejas, tercera edición a cargo de Apache Libros, junio de 2024.
- Una cara conocida, Insólita Editorial, octubre de 2023.
- Por todas mis muertas, Editorial Base, noviembre de 2021.
- Lantana: donde nace el instinto (revisada y ampliada), edición de bolsillo, Mentiras Necesarias, 2021
- Instinto de superviviente (revisada y ampliada), edición de bolsillo, Mentiras Necesarias, 2021
- Buenos días, quarantiners: el humor como terapia de grupo, Mentiras Necesarias en colaboración con Saco de Huesos Ediciones, junio de 2020.
- La pena y la nada bajo un cielo color caramelo, Mentiras Necesarias en colaboración con Saco de Huesos Ediciones, enero de 2020 (edición en formato bolsillo).
- La oración del sepulturero, Mentiras Necesarias en colaboración con Saco de Huesos Ediciones, septiembre de 2019 (edición especial en cartoné, limitada y numerada).
- La leyenda del Babujal, Triskel Ediciones, marzo de 2019 (nueva edición de la obra publicada por Stella Maris, con cambio de título).
- Reír en tu funeral, novela corta publicada por Cazador de Ratas Editorial en junio de 2018. Forma parte, junto con otra novelita de extensión similar firmada por Ignacio Cid Hermoso (Y bailar sobre tu tumba) de un díptico disfuncional de terror alegórico.
- El hombre que nunca sacrificaba las gallinas viejas + Simetrías, reedición a cargo de Cazador de Ratas Editorial, septiembre de 2017.
- Babujal, Editorial Stella Maris, noviembre de 2016.
- Cacahuete, Editorial Base, marzo de 2016
- El tiempo como enemigo, Editorial Base, junio de 2015
- Absurdario, Editorial Sven Jorgensen, septiembre de 2014
- El hombre que nunca sacrificaba las gallinas viejas, Tyrannosaurus Books, 2013[5]
- Lantana: donde nace el instinto, Dolmen Editorial, 2012
- Instinto de superviviente, Dolmen Editorial, 2011
- Piezas desequilibradas, 23 Escalones, 2011

### Antologías de relatos compartidas
- Girando en Simetría, Tyrannosaurus Books, 2015
- Tiempos Oscuros Nº3, miNatura, 2014
- Invasores de mundos (Crónicas del Cosmos Vol.1), Corazón Literario, 2014
- Body Shots, Dolmen Editorial, 2013
- Peta Z. No mezclar con refresco de cola, Sportula, 2013
- Fantasmagoria, Tombooktu, 2013
- Antología Z Vol. 6, Dolmen Editorial, 2012
- Ilusionaria, Dibbuks, 2011
- Antología Z Vol. 4: Zombimaquia, Dolmen Editorial, 2011
- Calabazas en el trastero: Monstruos de cine, Saco de Huesos Ediciones, 2011
- Calabazas en el trastero: Peste, Saco de Huesos Ediciones, 2010
- Su universo a través, DH Ediciones, 2010
- Calabazas en el trastero: Terror Oriental, Saco de Huesos Ediciones, 2011
- Déjame salir, Editorial Círculo Rojo, 2009
- Imperfecta Simetría, Editorial Círculo Rojo, 2009 (coescrito con Rafa Rubio)
- 11, El País Literario, 2007

### Guiones de cine
- Voluntad bajo cero, guion coescrito con Santiago Ruiz Mesa. Basado en el relato homónimo del autor incluido en el libro Piezas desequilibradas.
- MOM, guion coescrito con Ferran Brooks (director) y Juan De Dios Garduño. Inspirado en su relato "Se hizo justicia". El cortometraje se estrenó el 13 de noviembre de 2016 en el Festival Catacumba de Godella.

## Premios
- Premio Nocte 2014 a la mejor Novela Nacional de Terror, por El hombre que nunca sacrifica las gallinas viejas
- Premio Pandemia 2013 a la mejor Antología de Relatos, como coordinador y coautor del tomo Antología Z. Volumen 6
- Premio Nosferatu 2012 al mejor relato de la antología Calabazas en el trastero: terror oriental, por el relato "Orgullo de padre"